# Weald
Weald, nogle gange omtalt som the Weald er et område i South East England, der ligger mellem de parallelle kalkstensåse. North- og South Downs. Det krydser counties Sussex, Hampshire, Kent og Surrey. Det består af tre dele; sandstensområdet "High Weald" i midten, det lerholdige "Low Weald" i periferien og Greensand Ridge, der går rundt om nord og vest-siden af Weald og inkluderer de højeste steder. The Weald var engang dækket af skov, og navnet er af oldengelske oprindelse og betyder woodland, der betyder skovområde. Ordet bruges stadig i dag, da flere af de spredte gårde og landsbyer i området referer til Weald i deres navn.